# Megaupload

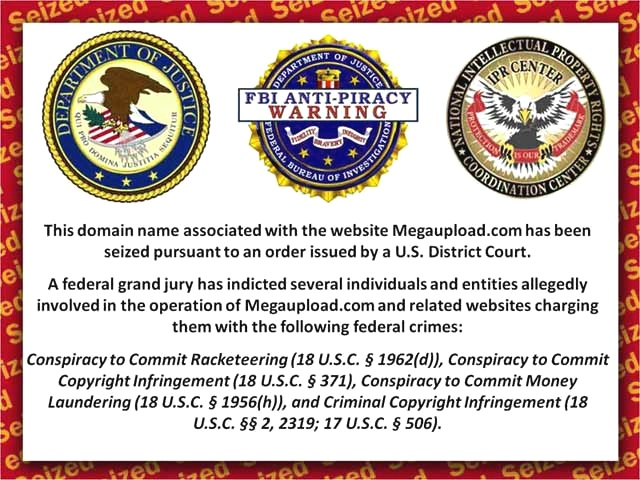
Meldung des FBI auf megaupload.com seit 21. Januar 2012 – heutzutage ist die Domain nicht mehr erreichbar

Megaupload war ein Sharehoster, der sich neben Werbung durch kostenpflichtige Premium-Zugänge finanzierte. Megaupload gehörte neben Rapidshare und MediaFire zu den weltweit bekanntesten Filehostern. Am 19. Januar 2012 wurde der Dienst im Zuge von Ermittlungen des FBI abgeschaltet. Im Januar 2013, ein Jahr nach der Beschlagnahmung von Megaupload, startete der Nachfolger Mega.
Am 9. Juli 2016 gab der Megaupload-Gründer Kim Dotcom auf Twitter bekannt, dass er an einem Nachfolger arbeite, der unter gleichem Namen Ende Januar 2017 starten sollte; dazu kam es allerdings nicht.

## Geschichte
Die Firma Megaupload war unter dem Namen Megaupload Ltd. mit Sitz in Hongkong angemeldet. Die Website lag zwischenzeitlich laut dem Datenauswertungsunternehmen Alexa Internet auf Platz 73 der am meisten aufgerufenen Websites der Welt. Im Jahr 2007 berichtete das Magazin Focus, hinter Megaupload stehe der wegen Kapitalanlagebetruges vorbestrafte New-Economy-Akteur Kim Dotcom. Das Unternehmen bestritt dies. Am 19. Januar 2012 wurde Dotcom jedoch zusammen mit drei weiteren Personen in Neuseeland verhaftet und aufgrund von mutmaßlichen Copyright-Verletzungen im Zusammenhang mit Megaupload angeklagt.
Megaupload ermöglichte es, Dateien von unbeschränkter Größe hochzuladen; jedoch konnten nur Besitzer eines Premium-Accounts Dateien herunterladen, die eine Größe von 1 GB (1024 MB) überschritten. Der Dienst konnte kostenlos mit verschiedenen Einschränkungen (Wartezeit bis zum Start des Downloads, Begrenzung des erlaubten Traffics und der Bandbreite) genutzt werden. Wie auch bei Rapidshare konnten diese Einschränkungen durch Kauf eines Premiumzugangs entfallen. Warez-Webseiten nutzen Megaupload für das Anbieten von Direct Downloads. Zu Megaupload gehörte auch der Dienst Megavideo, der unter anderem von Kino.to zum Streaming verwendet wurde. Daneben existierten unter anderem die Dienste Megapix, Megalive, Megabox und Megaporn.
2011 wurde Megaupload sowie Kim Dotcom wegen mutmaßlicher Urheberrechtsverletzungen von dem Erotik-Anbieter „Perfect 10“ auf 5 Millionen US-Dollar Schadensersatz verklagt. Die Klage endete mit einem Vergleich in unbekannter Höhe.
Im Dezember 2011 veröffentlichte Megaupload den Mega Song. Für den Titel wurden die Kommentare diverser Prominenter (Will.i.am, Sean Combs, Kanye West, Chris Brown, Jamie Foxx, Kim Kardashian, Lil Jon, The Game, Floyd Mayweather Jr., Serena Williams und Ciara) zum Sharehoster zusammengeschnitten. Durch seinen Auftritt im dazugehörigen Video wurde die Verbindung zwischen Kim Dotcom und Megaupload bestätigt.
Ebenfalls im Dezember 2011 wurde bekannt, dass Megaupload an einem Projekt unter dem Titel MegaBox arbeitete, das Künstlern die cloudbasierte Veröffentlichung ihrer Musik in einem Online-Store erlauben sollte, wobei 90 Prozent der Einnahmen an diese ausbezahlt würden und kostenlose Downloads durch Megaupload vergütet würden. Eine erfolgreiche Testphase für das Projekt war bereits abgeschlossen.

## Anklage
Am 19. Januar 2012 wurde Megaupload durch das Justizministerium der Vereinigten Staaten geschlossen; gegen sieben Hauptverantwortliche, darunter den Gründer Kim Dotcom, wurde Anklage erhoben wegen: Verschwörung zur Bildung einer kriminellen Vereinigung (max. 20 Jahre Freiheitsstrafe), Verschwörung zum Begehen von Urheberrechtsverletzungen (max. 5 J. Freiheitsstrafe), Verschwörung zur Geldwäsche (max. 20 J. Freiheitsstrafe) und kriminelle Urheberrechtsverletzungen in mehreren Fällen (jeweils max. 5 Jahre Freiheitsstrafe). Dabei soll den Rechteinhabern der illegal verbreiteten Daten ein Schaden in Höhe von einer halben Milliarde US-Dollar entstanden sein, während der Umsatz des Megaupload-Netzwerks im gleichen Zeitraum auf 175 Millionen US-Dollar geschätzt wird. Wobei andere Studien positive Effekte durch das Teilen von Medien feststellen, auch wenn die Rechteinhaber dafür nicht vergütet werden. So sanken die Filmumsätze nach der Schließung. Lediglich bei großen Blockbustern war kein negativer Effekt erkennbar.
Angeklagt wurden fünf Deutsche, ein Este und ein Niederländer:
- Finn Batato (Marketingleiter)
- Julius Bencko (Grafikdesigner)
- Sven Echternach (Leiter Geschäftsentwicklung)
- Mathias Ortmann (Technischer Leiter, Mitbegründer und Direktor)
- Andrus Nomm (Leiter Softwareentwicklung, Este)
- Kim Dotcom (Gründer)
- Bram van der Kolk (Aufsicht über Programmierung und Netzwerkstruktur der „Mega“-Seiten, Niederländer)

Batato, Ortmann, Dotcom und van der Kolk wurden noch am 19. Januar von der neuseeländischen Polizei in Auckland vorläufig festgenommen. Die Festnahmen wurden auf Dotcoms Geburtstagsfeier gelegt, um gleichzeitig auch angeklagte Gäste festzunehmen. Der Este Nomm wurde wenige Tage darauf in den Niederlanden verhaftet.
Zur selben Zeit wurden insgesamt 20 Hausdurchsuchungen in neun verschiedenen Ländern durchgeführt, Gegenstände im Wert von 50 Mio. USD (ca. 39 Mio. EUR) und mehrere Server in und nahe Washington, D.C., in Kanada und in den Niederlanden sichergestellt. Das Bezirksgericht von Alexandria erwirkte auch die Sperrung von 18 in den Vereinigten Staaten auf Megaupload registrierten Internetdomains.
Die Anklage nennt eine Reihe von Indizien, die ein kriminelles Verhalten aufzeigen sollen, wobei das Geschäftsmodell laut Anklage auf vorsätzlicher Urheberrechtsverletzung basiert. So sei Megaupload trotz seiner Bezeichnung als Cyberlocker nicht darauf angelegt, Dateien lange zu speichern. Die anhaltende Speicherung sei abhängig von regelmäßigen Downloads der jeweiligen Dateien. Dateien, die nicht heruntergeladen werden, würden meist relativ schnell entfernt. Da zudem nur ein kleiner Teil der Nutzer für den Dienst zahle, beruhten die Einnahmen auf Werbung, wodurch die Maximierung der Downloadzahlen als Ziel eingeschätzt wird (General Allegation, Punkt 7 und 8). Die Angeklagten sollen zudem gezielt mit Benutzern von „Linking-Seiten“ interagiert haben, dabei sollen einige der Angeklagten einzelnen Nutzern erklärt haben, wie man Links zu urheberrechtsverletzenden Inhalten auf den Mega-Seiten herausfindet (Punkt 13). Alle Inhalte sollen dabei auf den internen Datenbanken für die Angeklagten verfügbar gewesen sein (Punkt 14). Die Anklage wirft Megaupload und Megavideo die Manipulation der Top-100-Liste, beziehungsweise der Suchfunktion und der ersten Seite vor, um Urheberrechtsverletzungen zu verschleiern (Punkt 15 und 19). Um Kinderpornografie und terroristische Propagandavideos schnell zu löschen, wurde eine Methode zur Erkennung solcher Dateien anhand von MD5-Prüfsummen entwickelt. Dieses System sei jedoch nicht bei Urheberrechtsverstößen angewandt worden (Punkt 24). Die Anklage gibt zudem an, dass Konten, die gegen Urheberrechte verstoßen hatten, nicht gelöscht wurden, obwohl die Nutzungsbedingungen dies klar regelten (Ways, Manner, and Means of the Conspiracy, Punkt 55). Megaupload soll demnach auch finanzielle Anreize geboten haben, wobei für das Hochladen von „populären Werken“ Prämien gezahlt worden sein sollen (Overt Acts, Punkt 69d). E-Mails des Mitangeklagten van der Kolk lassen darauf schließen, dass Mechanismen existierten, um Videos auf YouTube für den erfolgreichen Start von Megavideo direkt auf diese Plattform zu übernehmen (Punkt 69h-l).
Als Reaktion auf die Schließung des Sharehosters legten Angehörige des Kollektivs „Anonymous“ in einer Distributed-Denial-of-Service-Attacke (DDoS-Attacke) die Website des US-Justizministeriums, verschiedener Plattenlabels, Unternehmen der Musik- und Filmindustrie und deren Organisationen lahm. In den Tagen nach der Schließung von Megaupload beschränkten andere Sharehoster ihre Leistungen, löschten Nutzerkonten, beendeten Affiliate-Programme oder stellten ihre Dienste ein.
Im April 2012 erklärte der amerikanische Richter Liam O’Grady, dass es unter Umständen zu keinem Verfahren gegen Megaupload kommen werde, da man versäumt habe, dem Unternehmen eine förmliche Strafanzeige zu übermitteln. Damit liege ein Verfahrensfehler vor. Ira Rothken, der amerikanische Anwalt von Kim Dotcom, vertritt die Meinung, dass es den Behörden rechtlich nicht möglich gewesen sei, ein Unternehmen außerhalb der USA anzuklagen. Staatsanwalt Jay Prabhu sagte bei einer Anhörung in Virginia wiederum, dass dies kein Problem sei, da Dotcom 68 % des Unternehmens besitze und die Anklage von Privatpersonen außerhalb der USA möglich sei.
Die Beweissicherung der neuseeländischen Behörden im Auslieferungsverfahren wurde Ende November 2015 abgeschlossen. Am 23. Dezember 2015 wurde ein Richterspruch veröffentlicht, der die Auslieferung der Angeklagten an die USA erlaubt. Die Anwälte haben Berufung gegen die Entscheidung des Gerichts angekündigt. Am 4. Juli 2018 bestätigte das oberste Berufungsgericht in Neuseeland die Entscheidung der ersten Instanz. Dotcom, Batato, Ortmann und van der Kolk brachten 2019 ihren Berufungsantrag gegen die Auslieferungsentscheidung vor dem neuseeländischen Supreme Court ein, dem obersten Gerichtshof des Landes. Dieser entschied 2021 ebenfalls, dass die Auslieferung rechtsmäßig sei, erlaubte aber auch eine erneute Berufung durch die Angeklagten.
Im Juni 2022 einigten sich Ortmann und van der Kolk mit den US- und den neuseeländischen Behörden dahingehend, dass sie einem Gerichtsverfahren in Neuseeland zustimmten und im Gegenzug nicht an die USA ausgeliefert wurden. Den Auslieferungsantrag für Batato hatte das US-Justizministerium bereits im Januar 2021 aufgehoben, da er an einer fortgeschrittenen Krebserkrankung litt. Er starb 2022 während des Höhepunktes der COVID-19-Pandemie in Neuseeland mit 49 Jahren an Krebs. Ortmann und van der Kolk wurden am 15. Juni 2023 zu Haftstrafen von 2 Jahren und 7 Monaten (Ortmann) bzw. 2 Jahren und 6 Monaten (van der Kolk) verurteilt. Die milden Strafen begründete das Gericht damit, dass die Angeklagten sich schuldig bekannt und mit dem FBI kooperiert hätten. Die USA verlangen weiterhin die Auslieferung von Dotcom. Dem Auslieferungsantrag wurde seitens des neuseeländischen Justizministeriums im August 2024 stattgegeben. Gegen die Entscheidung kann Kim Dotcom jedoch Einspruch einlegen.